# New Zealand Council of Trade Unions
De New Zealand Council of Trade Unions (NZCTU) is een Nieuw-Zeelandse vakbond.

## Historiek
De vakbond werd opgericht in 1987 als gevolg van de fusie van de New Zealand Federation of Labour (NZFOL) en de Combined State Unions (CSU). 

## Bestuur
| Tijdspanne   | Voorzitter       |
| ------------ | ---------------- |
| 1987 - 1999  | Ken Douglas      |
| 1999 - 2007  | Ross Wilson      |
| 2007 - 2015  | Helen Kelly      |
| 2015 - heden | Richard Wagstaff |

| Tijdspanne   | Algemeen secretaris |
| ------------ | ------------------- |
| 1987 - 1999  | Angela Foulkes      |
| 1999 - 2007  | Paul Goulter        |
| 2008 - 2015  | Peter Conway        |
| 2015 - heden | Sam Huggard         |